# Waldeck, Saale-Holzland
Waldeck là một đô thị ở huyện Saale-Holzland, trong bang Thüringen, Đức. Đô thị Waldeck, Saale-Holzland có diện tích 7,97 km².